# BOOMERanG

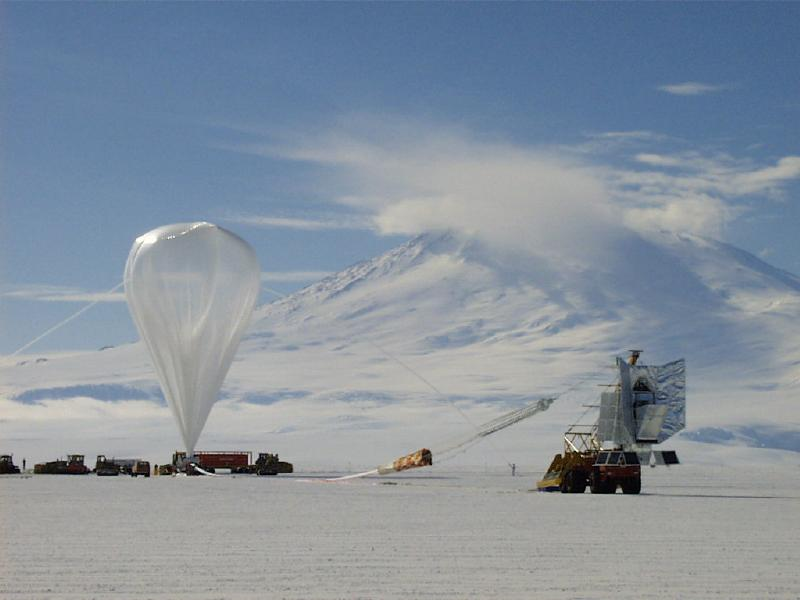

BOOMERanG(Balloon Observations Of Millimetric Extragalactic Radiation ANd Geophysics)은 우주 마이크로파 배경을 기구에 의해 관찰한 실험이다.
최초 실험으로는 1997년 북아메리카에서 테스트 비행이 있었다. 이후 1998년과 2003년에 2번의 실험이 있었고 풍선은 남극의 맥머도 기지에서 떠올랐다. 극소용돌이바람에 의해 남극점 주변으로 운반되어 2주 후 되돌아왔다.
BOOMERanG 팀은 캘리포니아 공과대학교의 Andrew E. Lange와 로마 라 사피엔차 대학교의 Paolo de Bernardis가 주도하였다.